# OMC (band)
Omc er en Pop-gruppe fra New Zealand. Gruppen blev især kendt for hittet "How Bizarre" fra 1996.

## Diskografi
- How bizarre (1996)

| Musikgruppe | Spire Denne artikel om en musikgruppe er en spire som bør udbygges. Du er velkommen til at hjælpe Wikipedia ved at udvide den. |